# 乔治·博伊德
乔治·伊恩·博伊德（英語：George Ian Boyd，1985年10月2日—）出生於英格蘭肯特郡的查塔姆，是一名足球運動員，司職左翼，出身查爾頓青訓系統，其後轉投仍在非聯賽的史提芬納治，成名於彼德堡。
博伊德被史提芬納治的球迷暱稱為「白比利」（White Pelé），他這個綽號在轉投彼德堡後仍然在新球會中被球迷採納。

## 生平

### 球會
博伊德早年在居住的梅德韋郡（Medway）踢球，最初為布雷霍斯特男童隊（Bredhurst Boys）比賽，其後加入肯特郡聯賽（Kent League）的查塔姆鎮。博伊德與其任職的士司機的父親同為水晶宮的支持者，但他卻加入其鄰會的查爾頓足球學校直到16歲。
2002年博伊德加盟足協全國聯賽球會史提芬納治（Stevenage Borough），於12月14日主場對馬格特首次披甲上陣。2004年4月10日博伊德在作客諾夫維治時取得首個入球。2005/06年球季博伊德表現出色，到11月初已射入7球，並吸引數支聯賽球隊的注意，史提芬納治隨即與他續約直到2008年。2006年9月9日主場大勝斯塔福特流浪6-0中大演帽子戲法。12月18日史提芬納治拒絕彼德堡收購博伊德的出價。
在為史提芬納治出陣超過100場及射入25球後，博伊德於2007年1月8日正式加盟英乙球會彼德堡，其26萬英鎊身價打破足協全國聯賽最高轉會費紀錄。1月13日首次披甲在主場1-3不敵達寧頓，賽後領隊亞歷山大被辭退，由弗格森接任。2月10日於主場3-0擊敗域斯咸，博伊德射入加盟後首個入球，兼協助新領隊取得首場勝仗。
2007/08年球季是博伊德效力彼德堡首個完整球季，他的表現出色，合共射入15球，包括在2008年1月15日主場8-2大破阿克寧頓連中三元，協助球隊奪得聯賽亞軍及自動升級英甲席位，更入選PFA英乙年度最佳陣容。5月6日博伊德續簽四年新約。
2008/09年球季博伊德狀態稍微回落，雖然上半季仍有7球斬獲，但部分彼德堡球迷對其不穩定的表現略有微言，但領隊戴倫·費格遜隨即挺身為護。下半季博伊德狀態回勇，在作客4-2擊敗白禮頓後被戴倫·費格遜點名稱讚他是頂級球員。4月25日作客1-0擊敗高車士打後，彼德堡確保獲得聯賽亞軍，來季升級到英冠。4月26日博伊德入選PFA英甲年度最佳陣容。
2009年10月17日彼德堡作客對布里斯托城，博伊德在完場前頂入扳平1-1，更以124場追平球會連續上陣最高紀錄，翌週更連續上陣兩場打破紀錄，一直維持到2010年2月27日作客史雲斯因患感冒缺陣才告終止，連續上陣場數達144場。
雖然彼德堡在英冠成績不振敬陪末席，博伊德仍然表現出色，以中場球員身份在上半季轟入12球，更被委任為隊長，於冬季轉會窗期間惹來多支球隊出價求購，但均被彼德堡一一回絕，米杜士堡是其中之一。其後米杜士堡提出借用亦被拒絕，但仍有18個月合約在身的博伊德已確定不會續約。2010年3月2日博伊德被外借到英冠爭取升班球會諾定咸森林直到球季結束，更可於季後正式轉會。但博伊德在森林陣中苦苦掙扎，僅取得6場上陣機會，只在聯賽閉幕戰作客2-2賽和射入一球，在森林不成功的升班附加賽中沒有出賽，季後結束借用返回降班英甲的彼德堡。
2010年7月10日博伊德在對的季前熱身賽前動筆簽署三年新約，結束不斷的離隊傳聞。

### 國家隊
博伊德在效力史提芬納治（Stevenage Borough）時曾代表由23歲以下非聯賽球員組成的英格蘭C隊。2006年11月29日主場4-1擊敗荷蘭，博伊德射入首個國際賽入球，協助英格蘭贏得首屆歐洲挑戰錦標（European Challenge Trophy）。
2009年4月，博伊德由於外祖父在格拉斯哥出生而獲徵召加入蘇格蘭B隊，雖然曾惹來爭議，但他仍於5月6日代表蘇格蘭B隊上陣出戰北愛爾蘭B隊，並射入一球協助球隊以3-0獲勝。

## 榮譽
彼德堡
- 英格蘭乙級聯賽亞軍：2007/08年；
- 英格蘭甲級聯賽亞軍：2008/09年；

個人
- 彼德堡年度最佳球員：2007年、2008年；
- PFA英乙年度最佳陣容：2008年；
- PFA英甲年度最佳陣容：2009年；

## 外部連結
- 足球数据库：乔治·博伊德的球员统计数据
- Profileat （页面存档备份，存于）
- Stevenage Borough Fansite （页面存档备份，存于）